# ババコ
ババコ（英語: babaco）はパパイア科の常緑小高木である。ババコウ、ババコーと表記されることもある。シノニムの一つである Carica pentagona の種小名は、果実の断面が5角形であることに由来する。
マウンテンパパイヤ（Vasconcellea pubescens）とその同属のスティプラータ種（V. stipulata）との自然交雑によって生まれたと見られている。
スペインによる侵略を受ける前にエクアドルでは既に栽培が始まっていたとされる。

## 特徴
標高2000mでも栽培が可能で、同属の中では最も耐寒性が強い。パパイアとは近縁であるが、それほどの高温多湿を必要としない。また、ババコには雌花しかつかない為に種子がない。果実は年間に30-60個の収穫が見込め、8年ほどの寿命がある。
樹高は5-8ｍほどになる。パパイアと比べて果実は細長く、通常は直径10cm未満。酸味があるが、パパイアにイチゴ、キウィフルーツ、パイナップルを混ぜたような味と評される。
パパイア同様、生食の他、ジュース等に加工され、また熟す前の果実を加熱調理する。タンパク質分解酵素のパパインが含まれることも共通した特徴である。

## 普及
商業栽培は世界中に広がりつつあり、ニュージーランド、英国、イタリア、イスラエル、カリフォルニア州などで成功事例がある。
日本においては、1980年代から専門誌等で紹介されていた。耐寒性が強い半面、蒸し暑い日本の夏では病害虫が発生しやすく、未だ普及していない。